# Frankfort (Nueva York)
Frankfort es un pueblo ubicado en el condado de Herkimer en el estado estadounidense de Nueva York. En el año 2000 tenía una población de 7.478 habitantes y una densidad poblacional de 77.6 personas por km².

## Geografía
Frankfort se encuentra ubicado en las coordenadas 43°02′20″N 75°04′14″O / 43.03889, -75.07056.

## Demografía
Según la Oficina del Censo en 2000 los ingresos medios por hogar en la localidad eran de $38,399, y los ingresos medios por familia eran $43,594. Los hombres tenían unos ingresos medios de $30,423 frente a los $22,813 para las mujeres. La renta per cápita para la localidad era de $16,719. Alrededor del 9.2% de la población estaban por debajo del umbral de pobreza.